# Karin Beek
Karin Beek (Amsterdam, 23 april 1948) is een Nederlandse beeldhouwer.

## Leven en werk
Beek werd in 1948 in Amsterdam geboren. Zij volgde de opleidingen aan de Gerrit Rietveld Academie en aan de Rijksakademie van beeldende kunsten in Amsterdam. Zij maakt figuratieve kunstwerken van mensen en dieren, vooral in brons. Sinds 1976 wordt  haar werk geëxposeerd in diverse plaatsen verspreid over Nederland. In de publieke ruimte van meerdere plaatsen in Nederland is werk van haar hand te vinden. Daarnaast is werk van haar onder meer te vinden in de kunstcollecties van De Nederlandsche Bank, de Sara Lee collectie en van het ministerie van Algemene Zaken. Voor het NOC-NSF maakte zij het beeld en de penning van een hordeloopster voor de Fanny Blankers-Koen Carrièreprijs.

## Werk in de publieke ruimte (selectie)
- De vier meiden, Leimuiden (1988)
- Zittende vrouw, Uithoorn (1992)

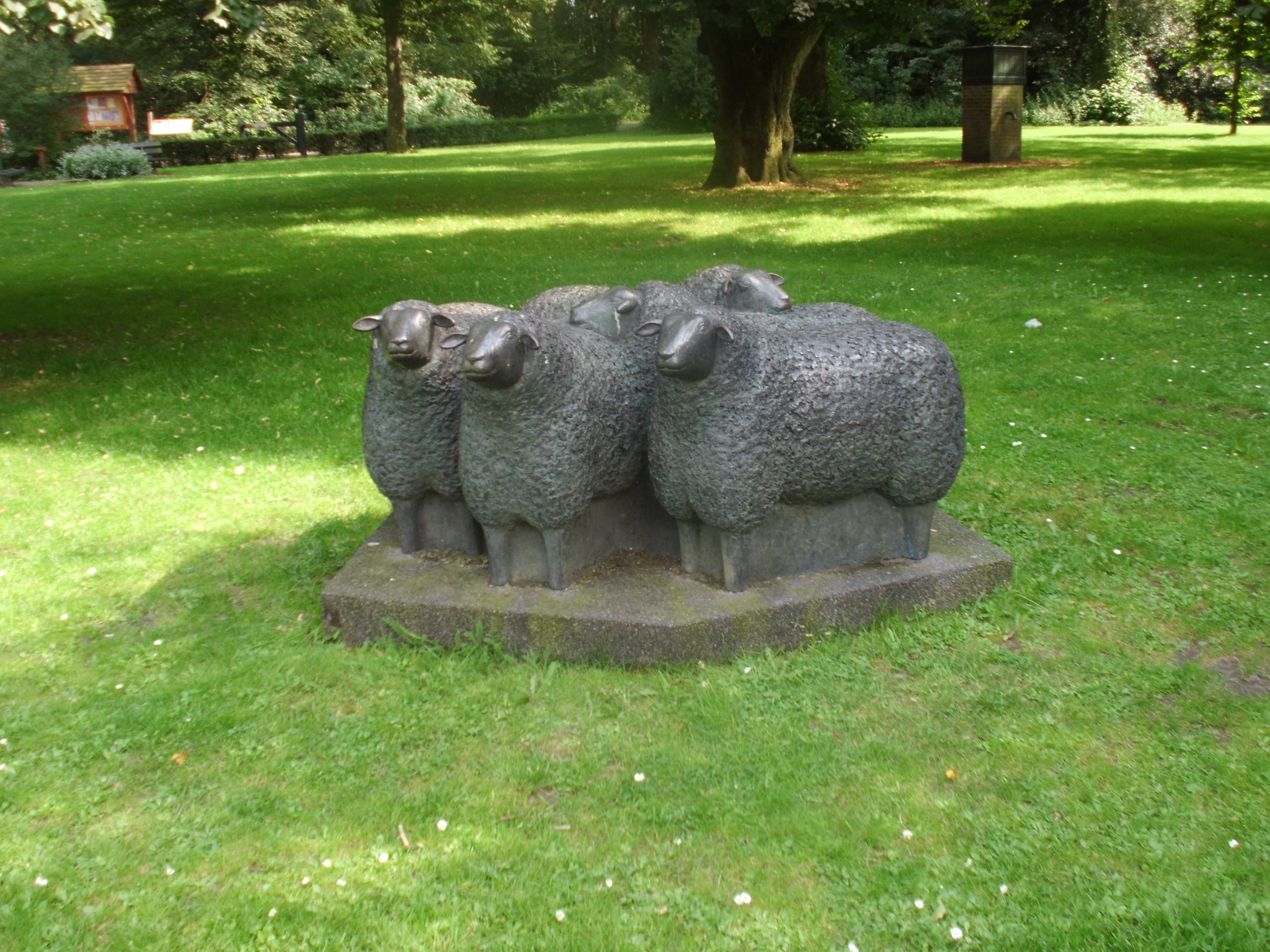
De vijf schapen, Kootwijk (1996)
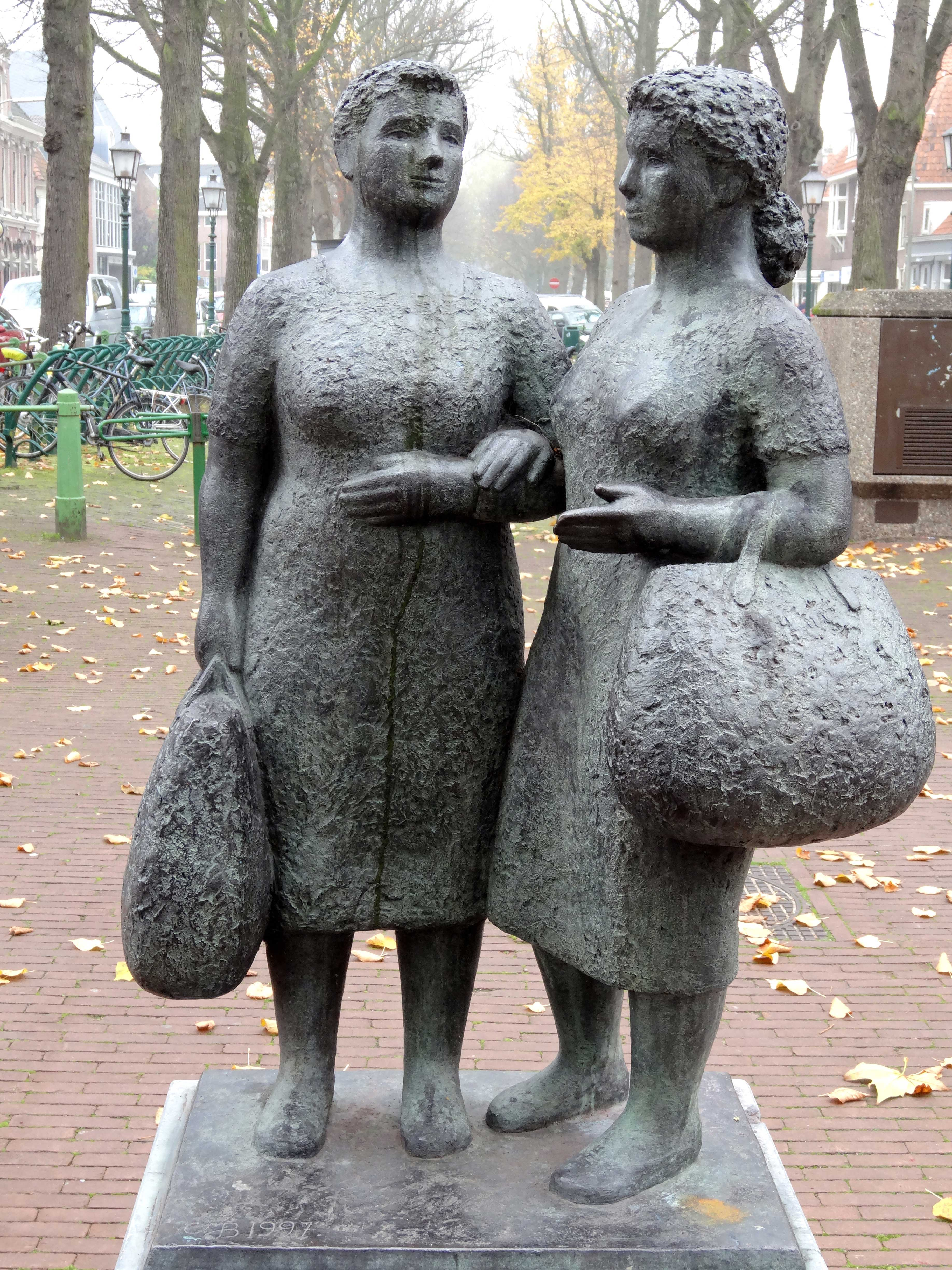
Naar Blokkertje toe, Hoorn (1997)
- Watersnoodmonument, Numansdorp (2003)
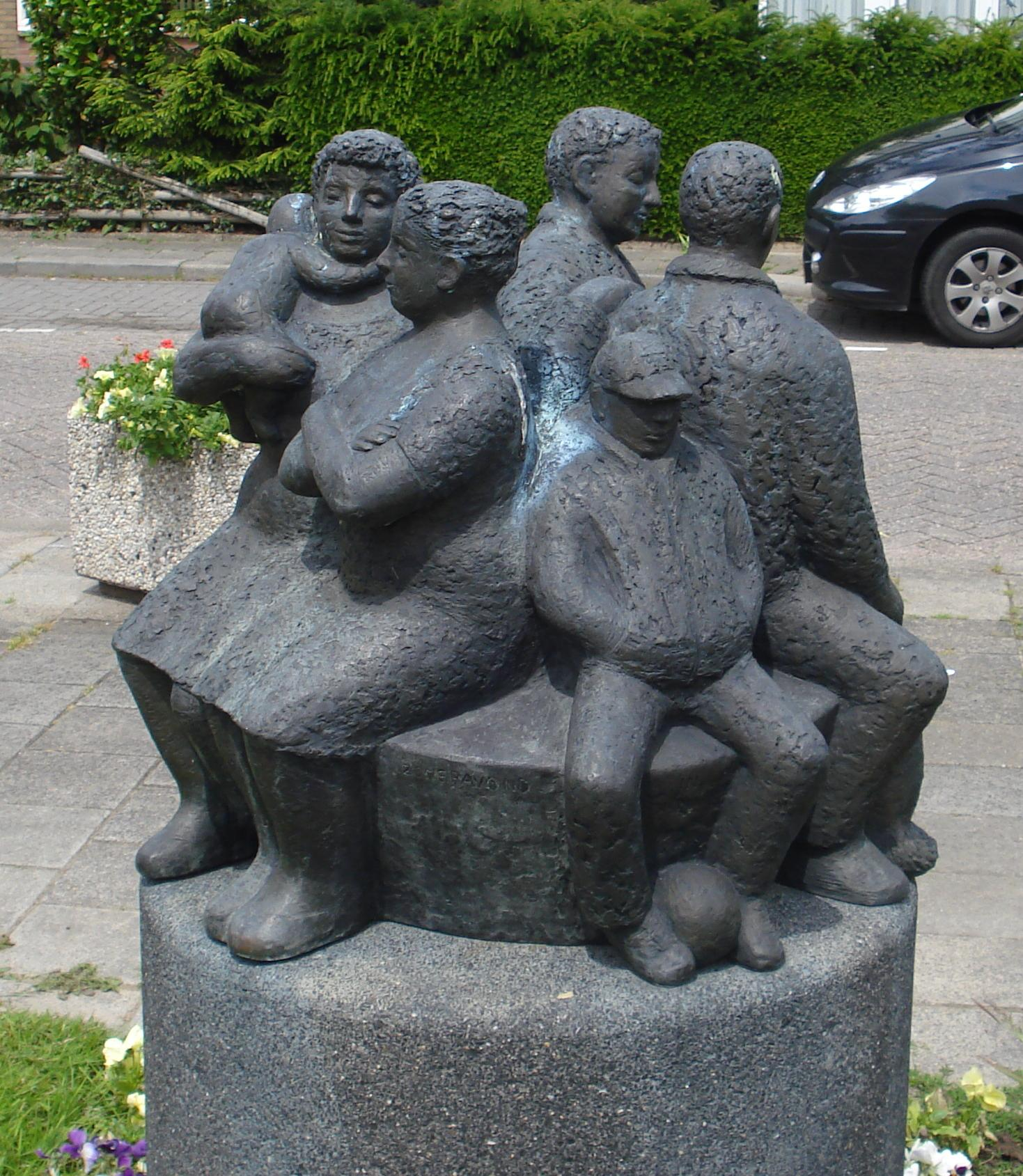
Zomeravond, Ridderkerk (2004)
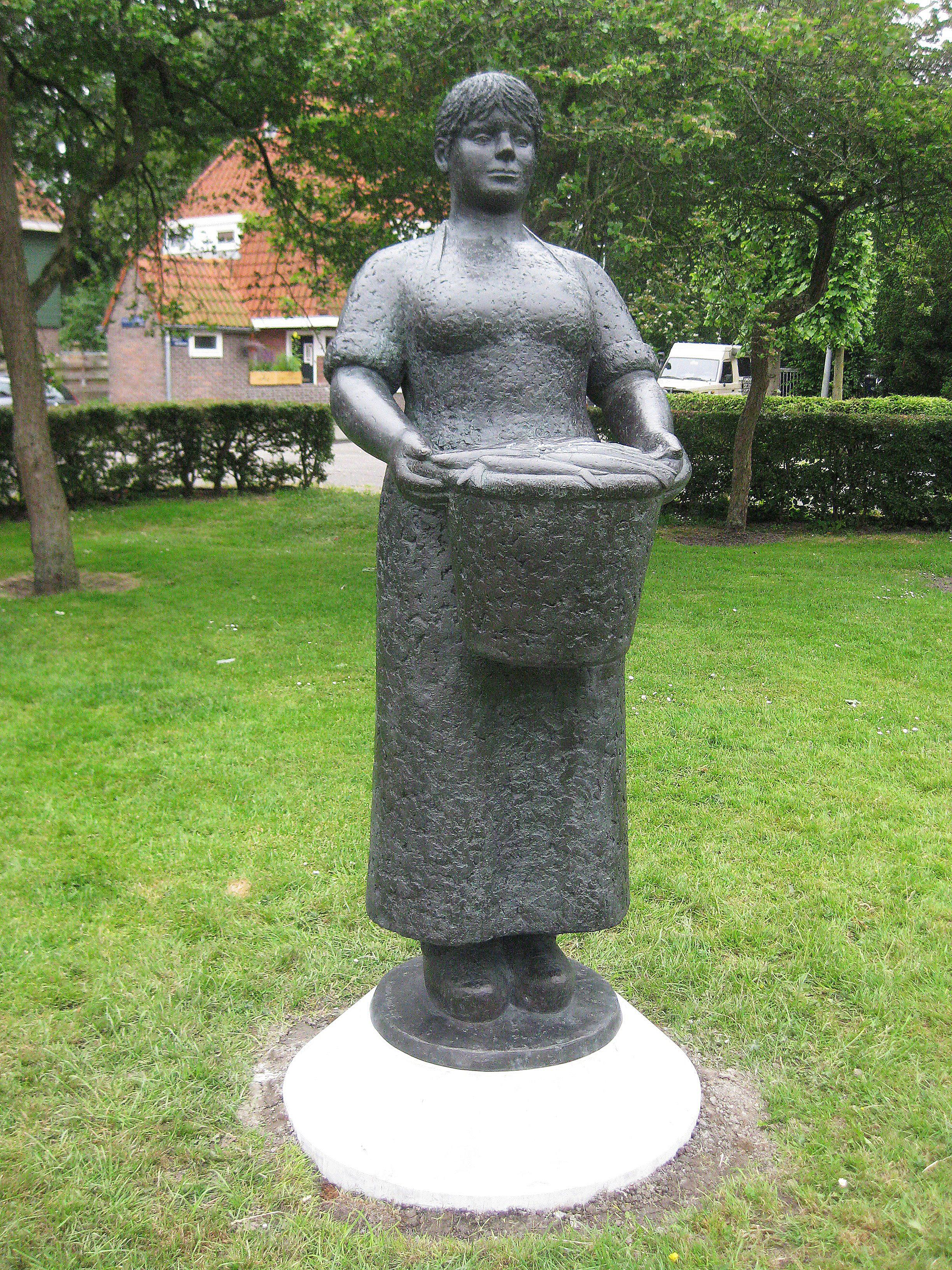
Visvrouw, Amsterdam (2015)

- De vijf schapen, Kootwijk (1996)
- Naar Blokkertje toe, Hoorn (1997)
- Zomeravond in Oostendam, Ridderkerk (2004)
- Visvrouw, Amsterdam (2015)